# Montcornet Military Cemetery
Montcornet Military Cemetery is een Britse militaire begraafplaats met gesneuvelden uit de beide wereldoorlogen, gelegen in de Franse gemeente Montcornet (departement Aisne). Ze ligt aan de Rue de la Verte Vallée op ruim 580 m ten zuidoosten van het centrum van de gemeente (gemeentehuis). 
De begraafplaats werd ontworpen door Arthur Hutton en heeft een rechthoekig grondplan met een oppervlakte van 692 m². Ze ligt hoger dan het straatniveau en via een trap met een 24-tal treden bereikt men het terrein met de graven. Het laatste deel van trap splitst zich langs het Cross of Sacrifice. De begraafplaats wordt afgebakend door een ruwe natuurstenen muur en wordt onderhouden door de Commonwealth War Graves Commission. 
Er liggen 143 doden begraven.

## Geschiedenis
Montcornet was in 1918 een Duits hospitaalcentrum.
De begraafplaats bevat de graven van Britse soldaten die oorspronkelijk samen met Franse, Russische en Duitse doden op een aan de begraafplaats grenzend terrein waren begraven. De Franse, Russische en Duitse graven werden in 1919 naar andere begraafplaatsen overgebracht en de Britse graven werden gehergroepeerd om de huidige begraafplaats te vormen.
Tussen 1927 en 1938 werden hier de stoffelijke resten van Britse soldaten begraven die werden teruggevonden op vroegere slagvelden ten oosten van Soissons, de meeste van hen sneuvelden in september 1914 en konden niet meer geïdentificeerd worden.
Er werden ook graven vanuit volgende kleinere begraafplaatsen naar hier overgebracht:
Antheny Churchyard in Antheny (1 dode) en Meuse-Argonne American Cemetery in Romagne-sous-Montfaucon (2 doden).
Er liggen nu 124 Britten uit de Eerste Wereldoorlog, waaronder 53 niet geïdentificeerde. Vier Britten worden herdacht met Special Memorials (op deze grafzerken staat hun oorspronkelijke begraafplaats vermeld) omdat zij als krijgsgevangenen op Duitse begraafplaatsen werden begraven maar hun graven werden niet meer teruggevonden.
Er liggen ook 14 Britten, 4 Canadezen en 1 Nieuw-Zeelander uit de Tweede Wereldoorlog. Zij waren allemaal manschappen van de Royal Air Force.